# L'Abeille du nord
Pour les articles homonymes, voir L'Abeille.

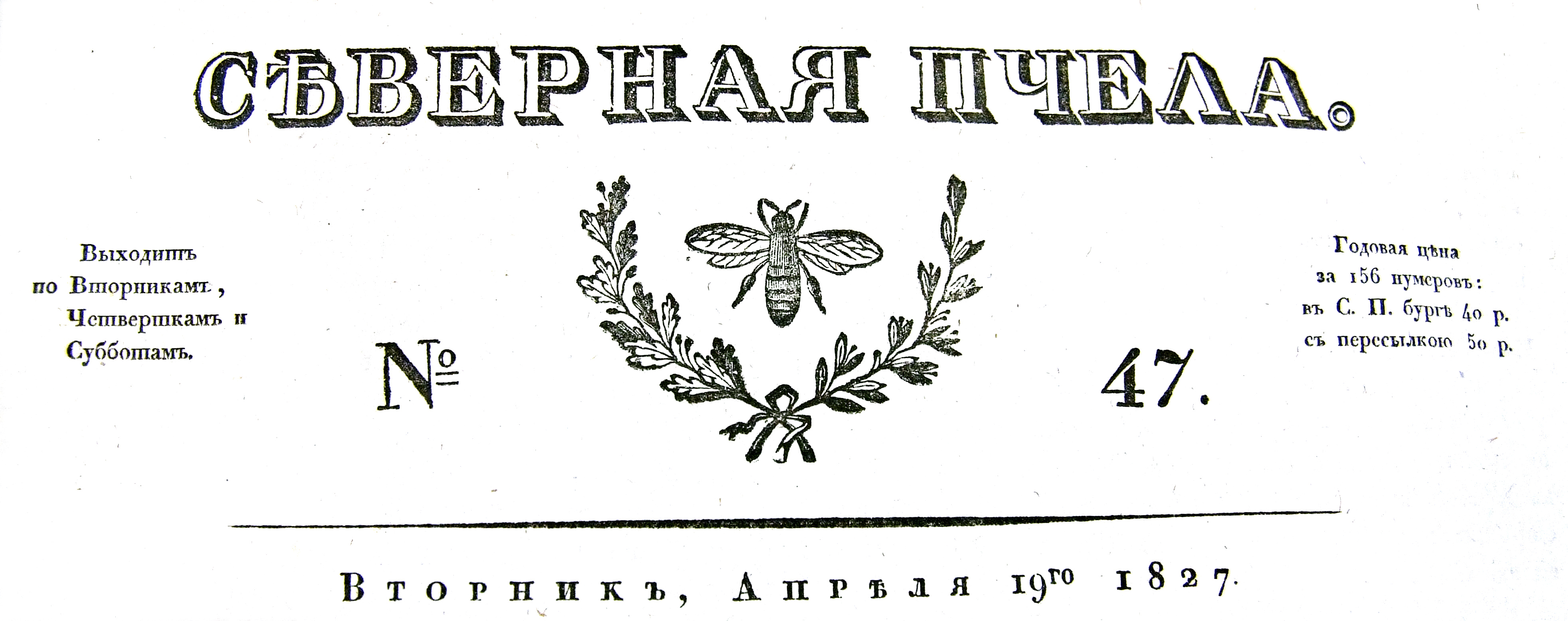
L'Abeille du nord.

L’Abeille du nord (en russe : Северная пчела) est une gazette politico-littéraire éditée à Saint-Pétersbourg de 1825 à 1864 ; paraissant au début trois fois par semaine, elle devient quotidienne en 1831. Elle a eu une grande influence sous le règne de Nicolas Ier dans tout l'Empire russe.

## Histoire
L’Abeille du nord est fondée par Faddeï Boulgarine qui la dirige conjointement avec Nikolaï Gretsch de 1831 à 1859. D'abord paraissant trois fois par semaine, elle devient quotidienne à partir de 1831. L’Abeille du nord, au tout début, avait une orientation libérale : Pouchkine, Kondrati Ryleïev (qui fut pendu en 1826), Fiodor Glinka, proche des décabristes, y ont écrit. Cependant après la révolte des officiers décabristes, la gazette a défendu le point de vue officiel du régime impérial ; elle attaque Pouchkine en 1830. Elle s'efforçait de répondre aux attentes de stabilité de la petite bourgeoisie et des classes cultivées conservatrices, plutôt de province, ou des fonctionnaires ou marchands de la capitale et des villes de province. 
L’Abeille du nord a pris peu à peu le monopole des nouvelles politiques, toujours favorables au régime, et ne manquait pas de critiquer les systèmes constitutionnels, comme en Angleterre ou en France. En plus des nouvelles nationales et internationales, le journal faisait paraître des extraits de récits ou des nouvelles, des feuilletons, et des gravures de mode commentées. À la suite d'un certain nombre de romantiques français, la Révolution française était considérée comme la source des maux de la modernité. Le journal tenait des positions réactionnaires dans le domaine littéraire, critiquant par exemple Nicolas Gogol, dont les romans faisaient voir « la vie humaine par la porte de l'arrière-cour », et employant parfois un langage fort rude à l'égard des écrivains soupçonnés de libéralisme. Boulgarine polémiquait avec Literatournaïa gazeta (La Gazette littéraire), parfois violemment, avec Le Télescope ou avec L'Observateur de Moscou. Son adversaire le plus résolu était Les Annales de la Patrie, dont Vissarion Belinski tenait le service de critique littéraire.
Après la guerre de Crimée et la radicalisation d'une frange de l'élite intellectuelle, le journal perdit de son influence. Oussov, nouveau rédacteur, tenta de changer le format à l'exemple des journaux étrangers et de modifier l'organisation et le contenu des rubriques. Ainsi il publia des œuvres de démocrates comme Vassili Sleptsov, Fiodor Rechetnikov et des recensions sur Nikolaï Nekrassov ou Mikhaïl Saltykov-Chtchedrine, mais ces innovations ne furent pas couronnées de succès. L’Abeille du nord cesse de paraître en 1864.